# Операция «Матадор» (2005)
Операция «Матадор» (англ. Operation Matador) — кодовое название битвы под Эль-Каим, которая проводилась с 8 по 19 мая 2005 года Корпусом морской пехоты США против позиций повстанцев в северо-западной провинции Ирака, Анбар. Операция «Матадор» была самой массированной в Ираке со времени штурма Фаллуджи. Основная целью операции была ликвидация повстанцев, иностранных добровольцев в регионе, известный как перевалочный пункт и транзитный центр контрабанды оружия из Сирии.

## Ход операции
Подразделения 2-й дивизии морской пехоты в течение 11 дней зачистили территорию, удерживаемую боевиками, уничтожив 125 повстанцев и захватив в плен 39. Потеряв 7 морпехов убитыми за первые четыре дня, американцем не удалось захватить одного из лидеров Аль-Каиды Абу Мусаба Заркави, который был ранен, но смог скрыться.
Морпехи имели приказ нанести удар по партизанским базам рядом с сирийской границей, с которых боевики совершают операции в Рамади, Мосуле, Фаллудже и Багдаде. Американцы действовали к северу от Ефрата в районе Ирака, который они почти на год в большой степени оставили без внимания.
Операция ставила себе целью положить конец волне партизанских атак. Она проходила с переменным успехом, так как морпехам не удалось войти в соприкосновение с крупными силами противника, которые, как подозревают[кто?], частично скрылись на сирийской территории.
В самом начале «Матадора» в прошлое воскресенье[уточнить] морпехам пришлось вступить в незапланированный 12-часовой бой с партизанами в городке Убайди. В результате внезапного удара не получилось.
В ноябре того же года здесь была проведена операция «Стальной занавес».